# Praia do Farol da Barra
Imagem da praia, com o Farol da Barra ao fundo
A praia do Farol da Barra está situada no bairro da Barra, em Salvador, município capital do estado brasileiro da Bahia. Corresponde ao trecho entre o Forte de Santo Antônio da Barra (onde está o Farol da Barra) e o morro do Cristo (onde há um monumento dedicado a Jesus Cristo).
A praia se encontra a cerca de cinco quilômetros do Centro[carece de fontes?] e é banhada pelo oceano Atlântico. Parte da praia é protegida por arrecifes, oferecendo, principalmente na maré baixa, mar com pequenas ondas e piscinas naturais. Junto ao morro do Cristo já se encontra o mar com ondas propícias à prática do surfe, muito comum na área.[carece de fontes?]